# Remparts de Reims
Les remparts de Reims constituent un ensemble de défenses qui protégèrent la ville depuis l'utilisation gauloise du site jusqu'au XIXe siècle. On doit à Jacques-Joseph Maquart un ouvrage illustré fondateur sur l'historiographie locale : Anciens remparts et portes de Reims (1854).

## Histoire

### La ville gauloise
La ville est l'une des structures urbaines des Rèmes. Les fouilles montrent une ville de 90 hectares, centrée sur l'actuelle place royale et protégée par une fortification de 50 mètres de largeur, constituée d'un fossé profond de 8 mètres et d'une levée de terre probablement surmontée d'une palissade.

### Les fortifications romaines

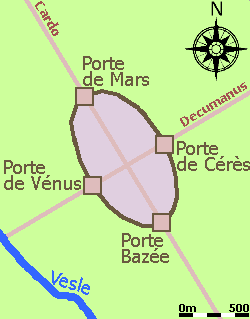
Schéma de l'enceinte au Bas-Empire (c.300).
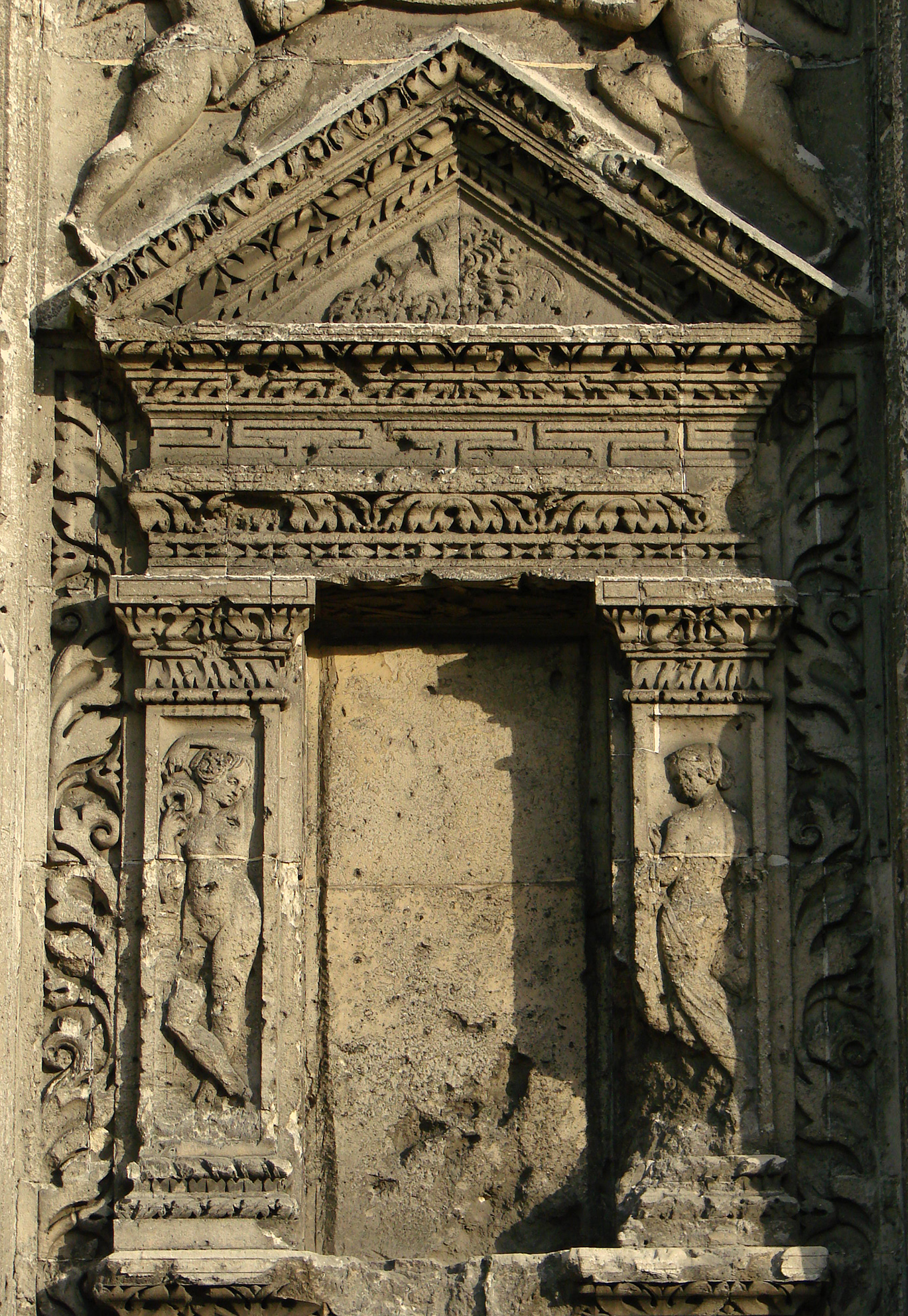
Un détail de la porte de Mars, un des plus célèbres monuments rémois datant de la période romaine.

À la suite de la conquête romaine de la Gaule, les fortifications gauloises de l'oppidum sont rasées, et seules quelques tours en maçonnerie ainsi que des camps en bois entourent la ville. 
Sous l'Empire, Durocortorum devient capitale de la Gaule belgique. Deuxième plus grande ville de l'empire après Rome, Durocortorum est le siège d'une préfecture impériale, elle reçoit de nombreuses infrastructures, forum (actuel cryptoportique), cirque, arène, quatre arcs monumentaux, aqueduc...
À l'époque augustéenne, la ville est protégée par un réseau de fortification légère dont certains vestiges ont pu être observé au XIXe siècle par Narcisse Brunette.

### L'enceinte au Haut Moyen Âge
Au cours du IVe siècle, à la suite des ravages des Vandales et des Huns à la fin du siècle précédent, la cité se dote de fortifications plus importantes tirées des ruines de quartiers abandonnés. Les quatre arcs monumentaux (porte de Mars, de Vénus, de Cérès ou de Trèves et porte Bazée) sont réutilisées pour marquer les entrées cardinales de la ville. La ville se rétracte considérablement et retrouve alors une superficie proche de celle qu'elle avait connue avant la conquête romaine : environ 60 ha pour 5 000 habitants. Le rempart, épais de 3 à 4 mètres et épais de 7, percé de tours tous les 30 mètres, est alors doublé à l'extérieur d'un imposant fossé et l'ensemble des fortifications couvre alors un périmètre de près de 3 000 mètres. 
Au VIIIe siècle, l’archevêque Seulf fait fortifier le bourg de Saint-Rémi. Lors de son sacre à Reims en 815, Louis le Pieux permet la destruction du rempart, l’enceinte est alors partiellement détruite pour la construction de la nouvelle cathédrale par Ebbon. Il sera reconstruit dès la fin du siècle par Hincmar pour faire face à la menace viking en 837 et 887. En 925, on élève une nouvelle enceinte pour sécuriser le quartier st Rémi. 
Ville comtale, elle est fortifiée et défend les habitants de la ville et des environs qui participent à l'entretien des remparts. La construction du château de la Porte de Mars à partir du XIIe – XIIIe siècle est sujet à conflit entre les archevêques et le conseil communal : il n'est pas encore inclus dans le rempart.    

### Le nouveau rempart duXIVesiècle

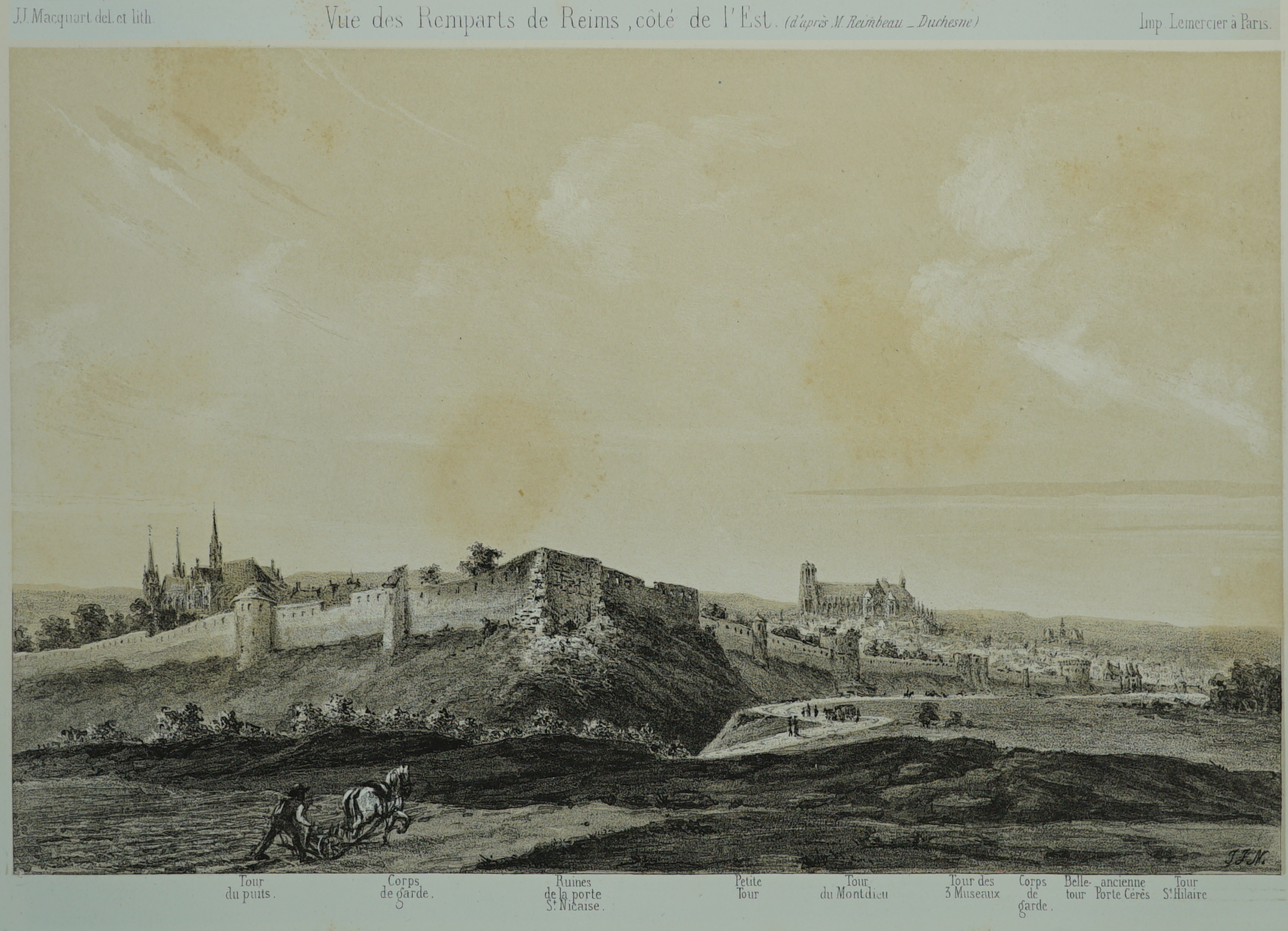
Vue des remparts du côté est, par Maquart (milieu du XIXe siècle).

Après un grave conflit, le château est finalement inclus dans le rempart mais démilitarisé. En 1209, une charte de Philippe Auguste contraint la ville à se doter d'une nouvelle enceinte. Le nouveau rempart augmente considérablement la superficie de la ville, comprenant le bourg de Saint-Rémi et descendant jusqu'à la Vesle. Les arcades de la porte de Mars sont alors bouchées et une nouvelle porte est percée un peu plus loin (actuel parking du Boulingrin). La nouvelle enceinte n'est finalement mise en œuvre qu'à la fin du siècle, les travaux se font en plusieurs phases entre 1295 et 1359. La ville est ainsi protégée lors de la guerre de Cent Ans, et notamment lors du Siège de Reims en 1360. 
Pendant les Guerres de Religion (1562-1598), ils deviennent ensuite un enjeu de pouvoir entre le roi et la Ligue, Reims étant alors un point fort de la maison de Guise qui a du reste donné plusieurs archevêques à la ville. Ces dissensions entre le pouvoir royal et Reims est notamment la raison du sacre d'Henri IV à Chartres et non à Reims, ville traditionnelle des sacres et couronnements de la monarchie française. Il obtient toutefois le dernier mot et permet aux rémois de détruire le château.

### Les portes du rempart au XVIIe siècle (versus plan Maquart)
- Arc antique
- Porte Mars
- Tour du Temple
- Tour Saint Hilaire

### LeXIXesiècleet les vestiges actuels
L'enceinte médiévale sera finalement démantelée au XIXe siècle, ce qui permettra le percement du canal, mais également le dégagement et la restauration de la porte de Mars. Dans les années 1840 un projet émerge pour faire de Reims une véritable place forte, entourée de citadelles, ce projet n'aboutira finalement pas et le rempart intégralement démantelé. Aujourd'hui la porte de Mars, les vestiges de la porte Bazée ainsi que la poudrière de la butte Saint-Nicaise sont les derniers vestiges visibles des remparts successifs qu'a connus Reims.

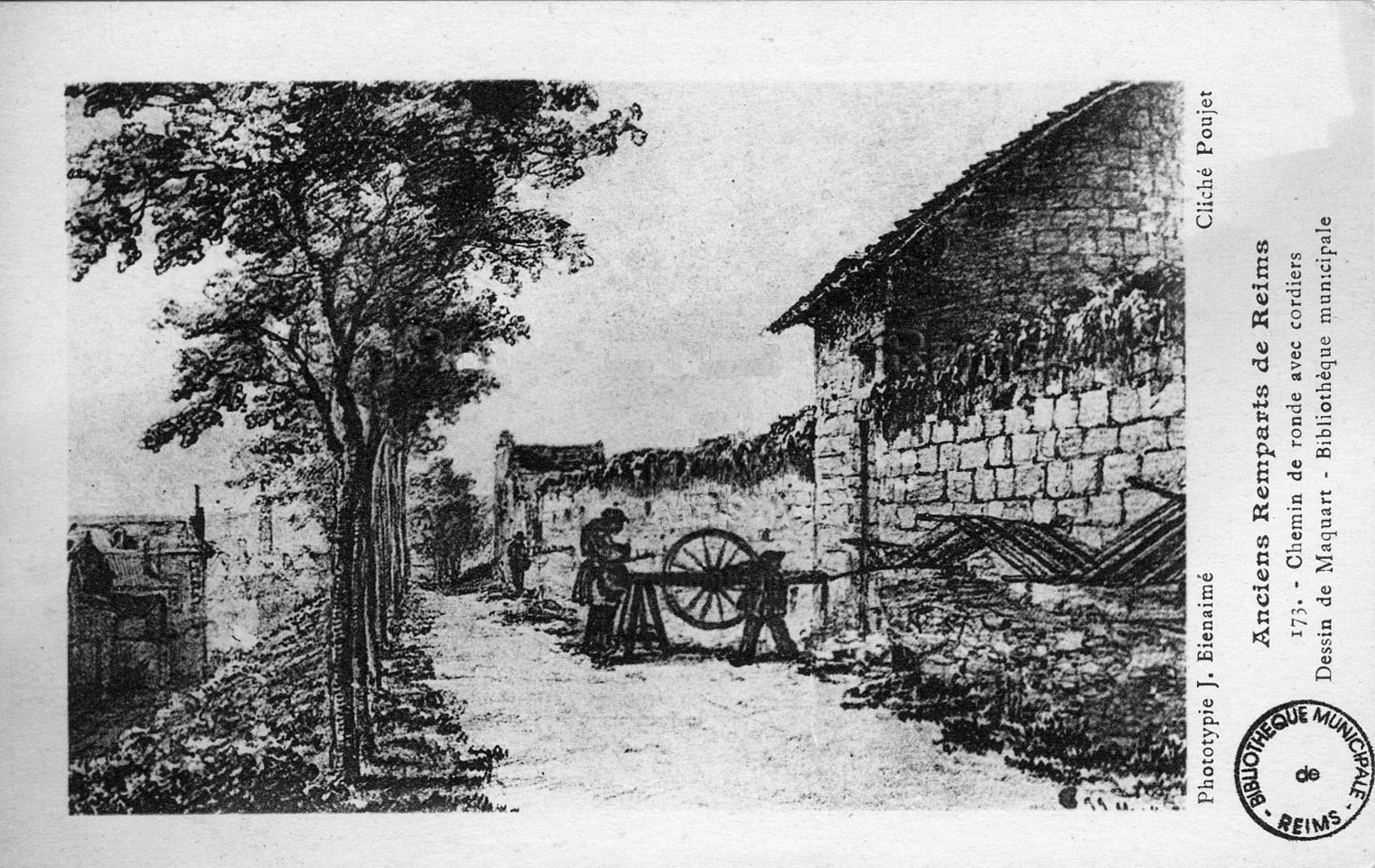
Restes d'un chemin de ronde, par Maquart.
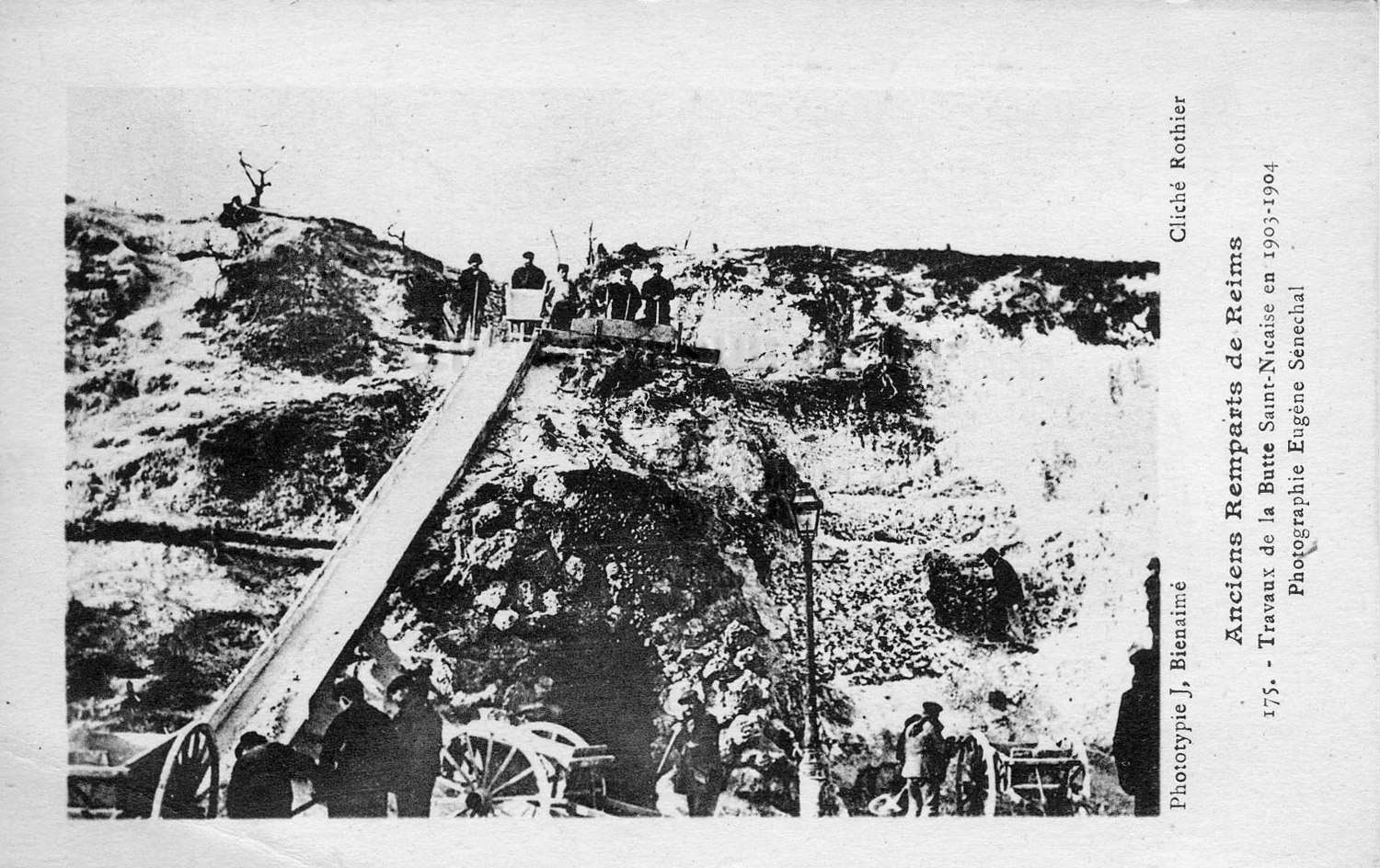
La démolition des murailles sur la butte Saint-Nicaise, 1903-1904.
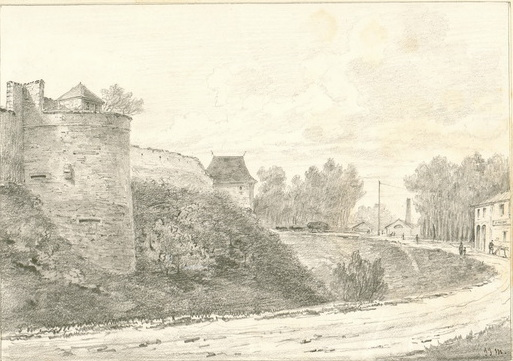
La tour du Temple, par Maquart.

À la suite de la défaite de 1870 le plan Séré de Rivières dote la ville d'une nouvelle ceinture fortifiée. Ce sont désormais 7 forts qui permettent la fortification de la ville (d'est en ouest) :
- Fort de Montbré (Taissy)

- Fort de la Pompelle (Puisieulx)
- Fort de Nogent l'Abbesse (Nogent l'Abbesse)
- Fort de Witry (Witry-lès-Reims)
- Fort de Fresne (Fresne-lès-Reims)
- Fort de Brimont (Brimont)
- Fort de Saint-Thierry ou de Pouillon

D'autres ouvrages de moindre importance complètent le dispositif autour de Reims (vigie et batterie de Berru, Cran de Brimont, Réduit de Chenay, etc.).
L'ensemble de cette ceinture de fortification fut désarmé avant la Grande Guerre, ils furent presque tous occupés par les troupes allemandes pendant la quasi-totalité de la guerre. Seul le fort de la Pompelle fut repris et tenus par les troupes françaises et un détachement russe. Tous conservent encore aujourd'hui des vestiges en plus ou moins bon état, certains comme les Forts de la Pompelle, de Saint-Thierry ou de Nogent l'Abbesse se visitent. D'autres comme ceux de Witry ou de Fresne ont été vendus après la guerre et largement démantelés pour vendre les pierres.

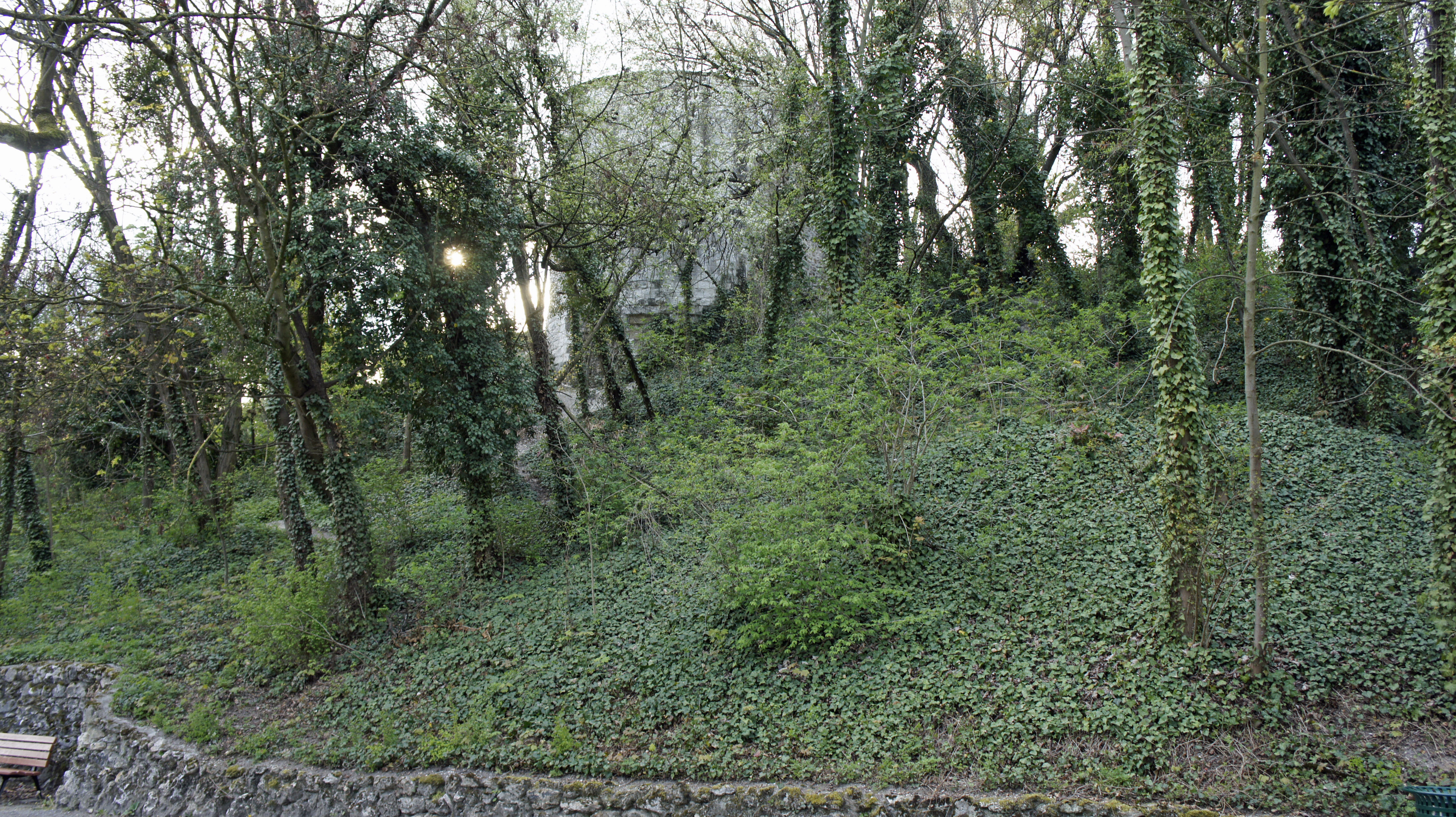
Poudrière de la butte Saint-Nicaise
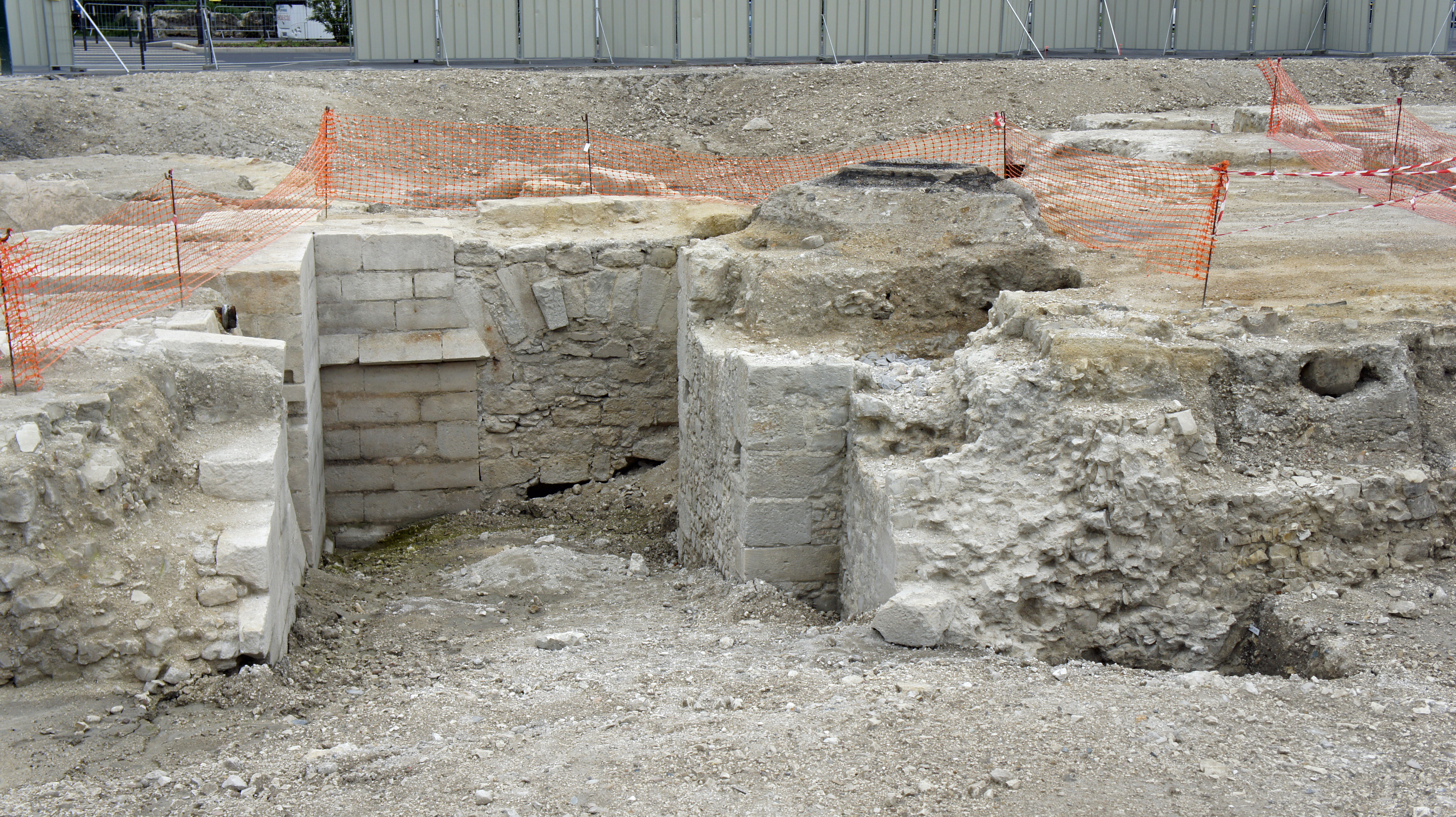
Vestiges de la porte de Mars médiévale
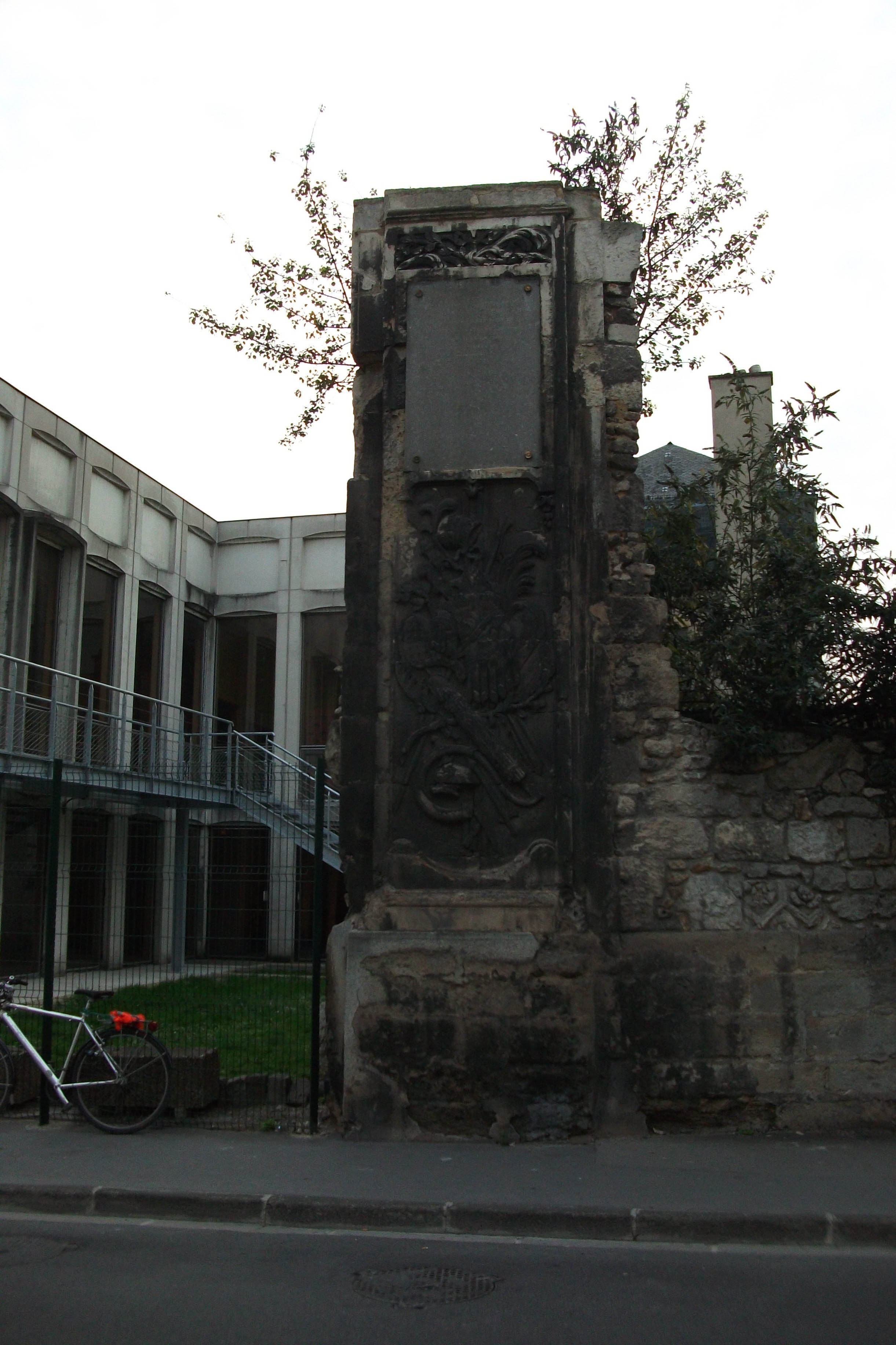
Vestige de la porte Bazée

## Architecture

### Les portes
La première enceinte de Reims ne comportait que quatre portes, toutes étaient les arcs monumentaux romains reconverti dans les fortifications.
Avec la construction de la nouvelle enceinte au XIVe siècle, les portes Bazée et de Vénus (la porte de Vénus également connue sous les noms de porte de Soissons, porte aux Ferrons ou porte Saint-Denis) sont tombées en désuétudes, la porte de Vénus a finalement été démantelée au XVIIIe siècle. De la porte Bazée seule subsiste une pile, la dernière arche ayant été détruite au XVIIIe siècle. La nouvelle enceinte a nécessairement multiplié le nombre d’entrée dans la ville avec la construction de trois ponts pour traverser la Vesle. Seul le plus au Nord comportait des fortifications sur chaque rive. celle qu'on appelait initialement porte de Vesle, du nom de la rivière, prend progressivement le nom de porte de Paris puisque la voie qui la traversait menait directement à Paris. À l'occasion du sacre de Louis XVI en 1775 une nouvelle grille est commandée, elle ne sera finalement pas livrée à temps. Gênant la circulation, la porte de Paris est déplacée sur les basses promenades dans les années 1960.
L'extension du rempart au Moyen Âge a démultiplié le nombre de porte de la ville, certaines sont connues sous différents noms du fait de reconstructions successives tandis que d'autres n'ont pas eu d'existence pérennes. En voici la liste au bas-empire, à partir des années 320 :
- - Porte de Mars
- - Porte de Mars

- Porte de Cérès ou de Trèves, ou porte Chacre
- La Poterne qui donne accès à la partie du rempart comportant la Croix du Jard.
- Porte Bazée
- Poterne St Denis
- Porte de Vesle : traversant la Vesle, elle était défendue par un imposant dispositif, la porte de la barbacane (elle deviendra ensuite la porte de Paris) qui donnait accès à une seconde porte, qui permettait ensuite l'accès à la porte de Vesle proprement dite.
- Porte St Pierre-le-Vieil

Auxquelles s'ajoutent diverses portes et poternes au fil du Moyen Âge et de l'époque moderne :
- Porte Neuve (existence éphémère)
- Porte Saint-Nicaise
- Porte Dieu-Lumière ou Dieu-le-Mire
- Porte Fléchambault ou Frichembaut, la porte est doublée puisqu'elle traverse la Vesle au Sud de Reims
- Porte Renier-Buiron, reconstruite sous le nom de porte Neuve

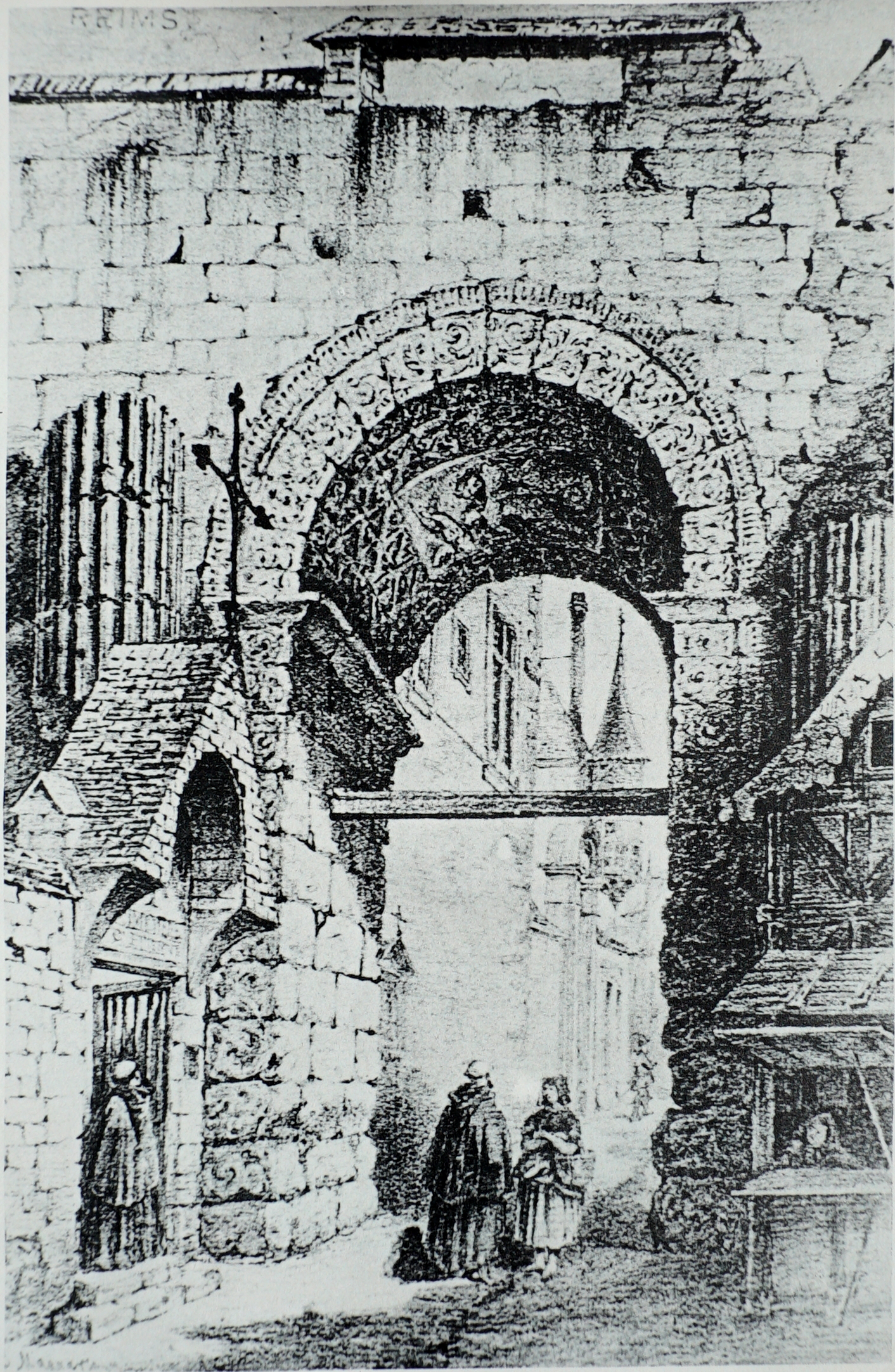
La porte Bazée au XVIIIe siècle, avant sa destruction partielle.
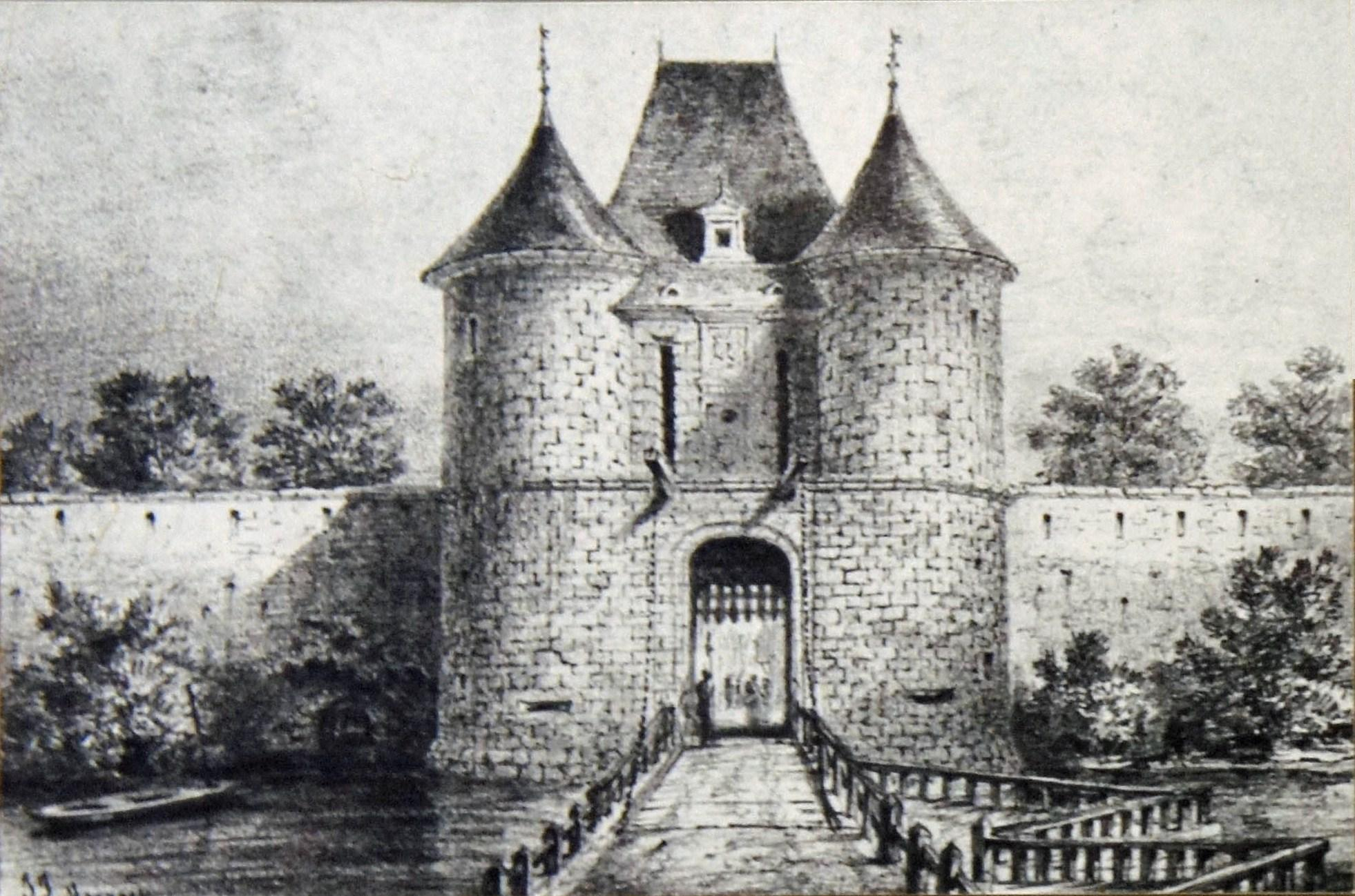
La porte de Vesle.
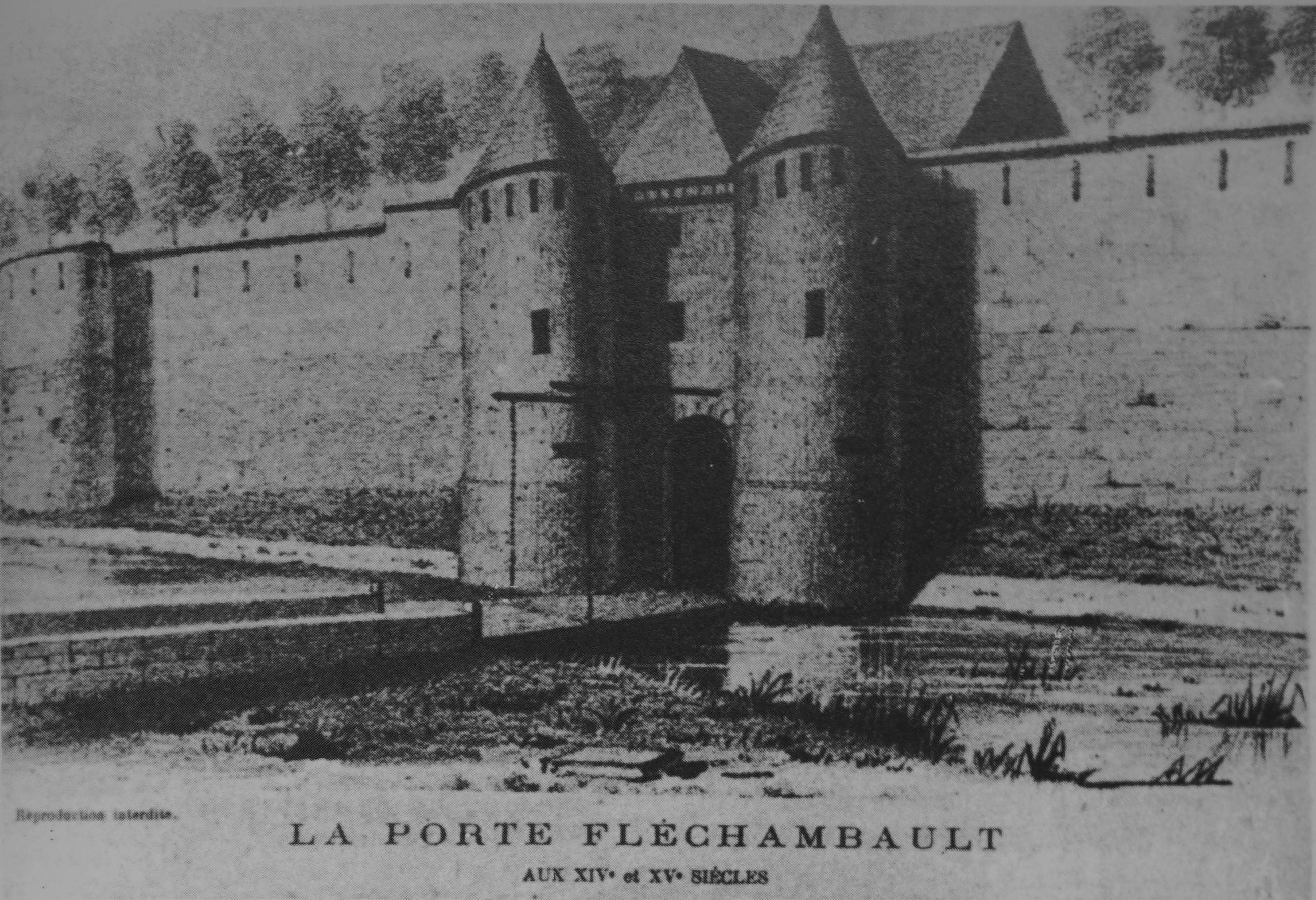
La porte Flécheambault d'après A. Moreau.
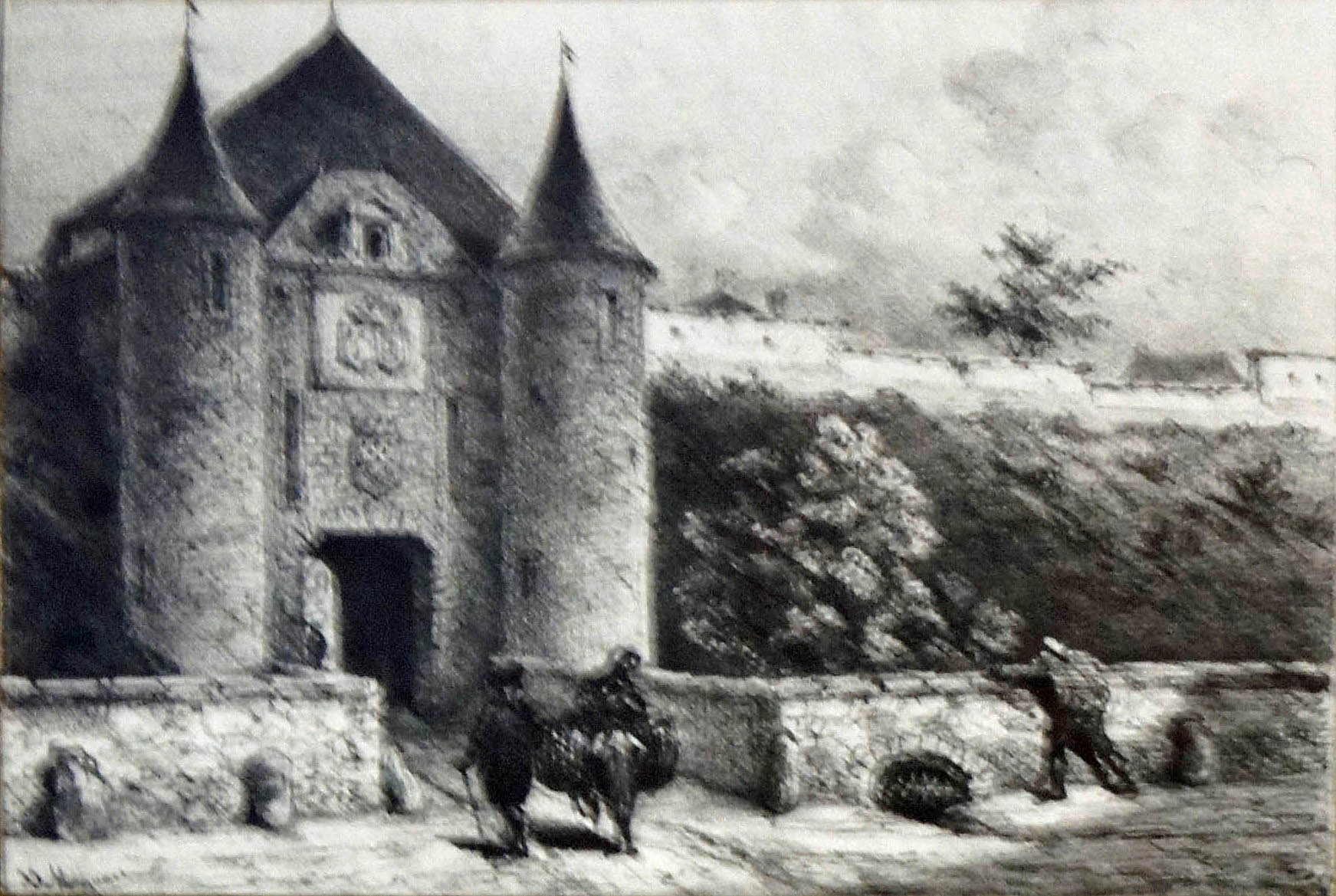
La porte Cérès.
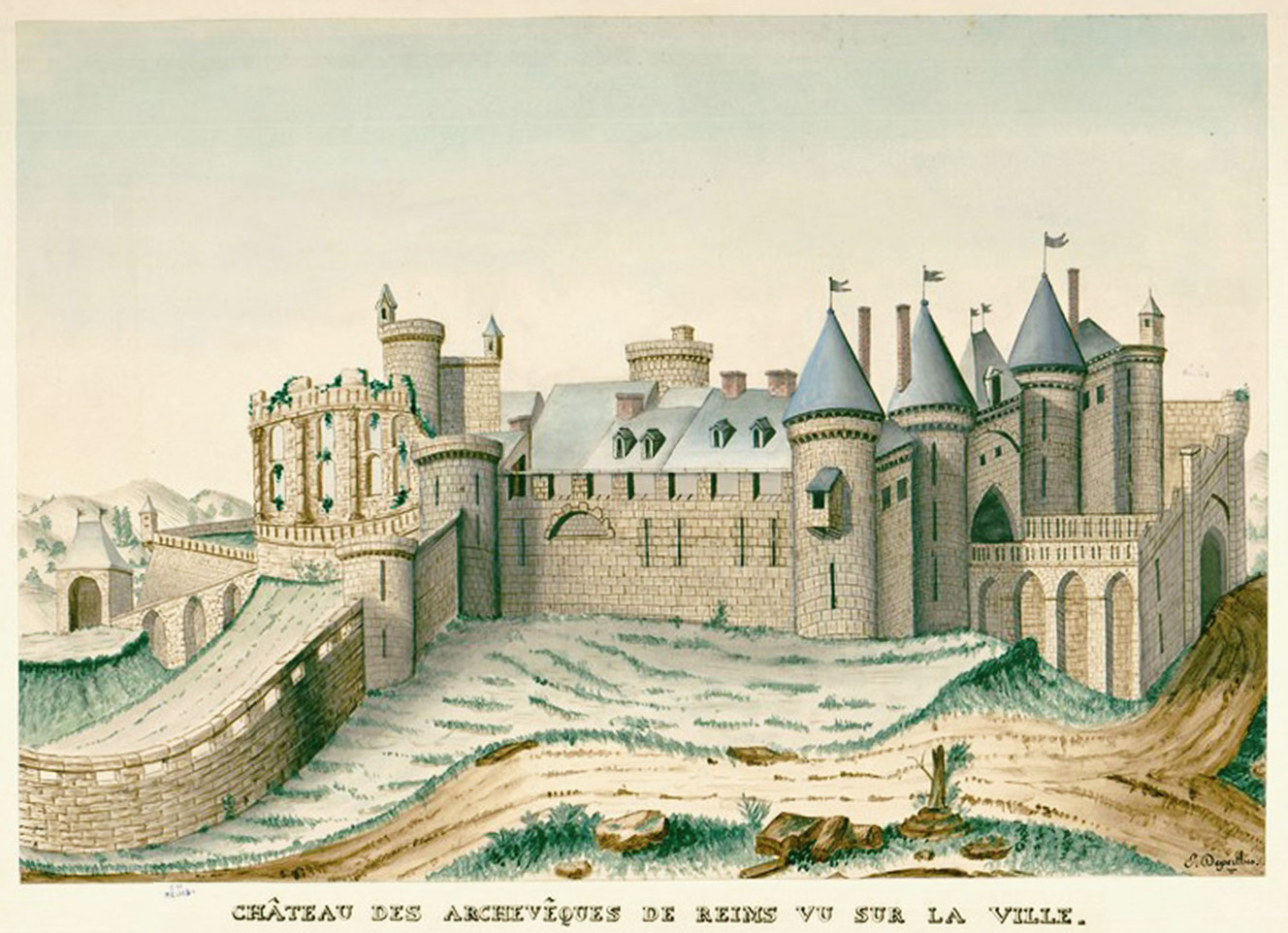
Le château des archevêques.
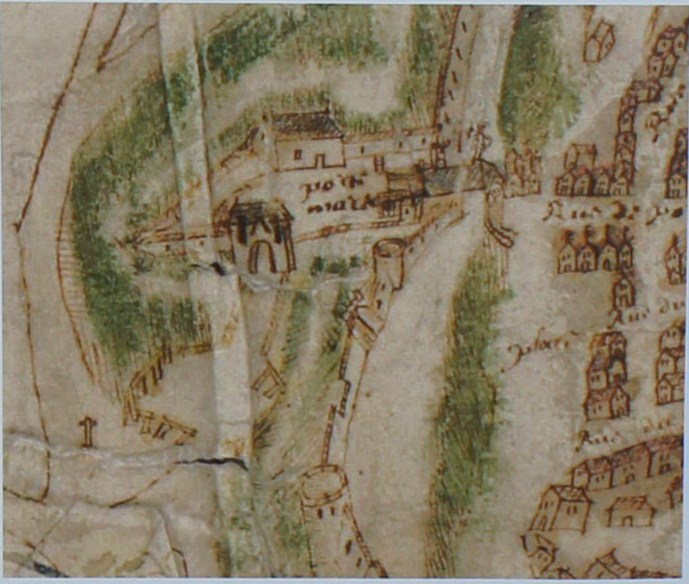
La porte de Mars médiévale, cartographiée...
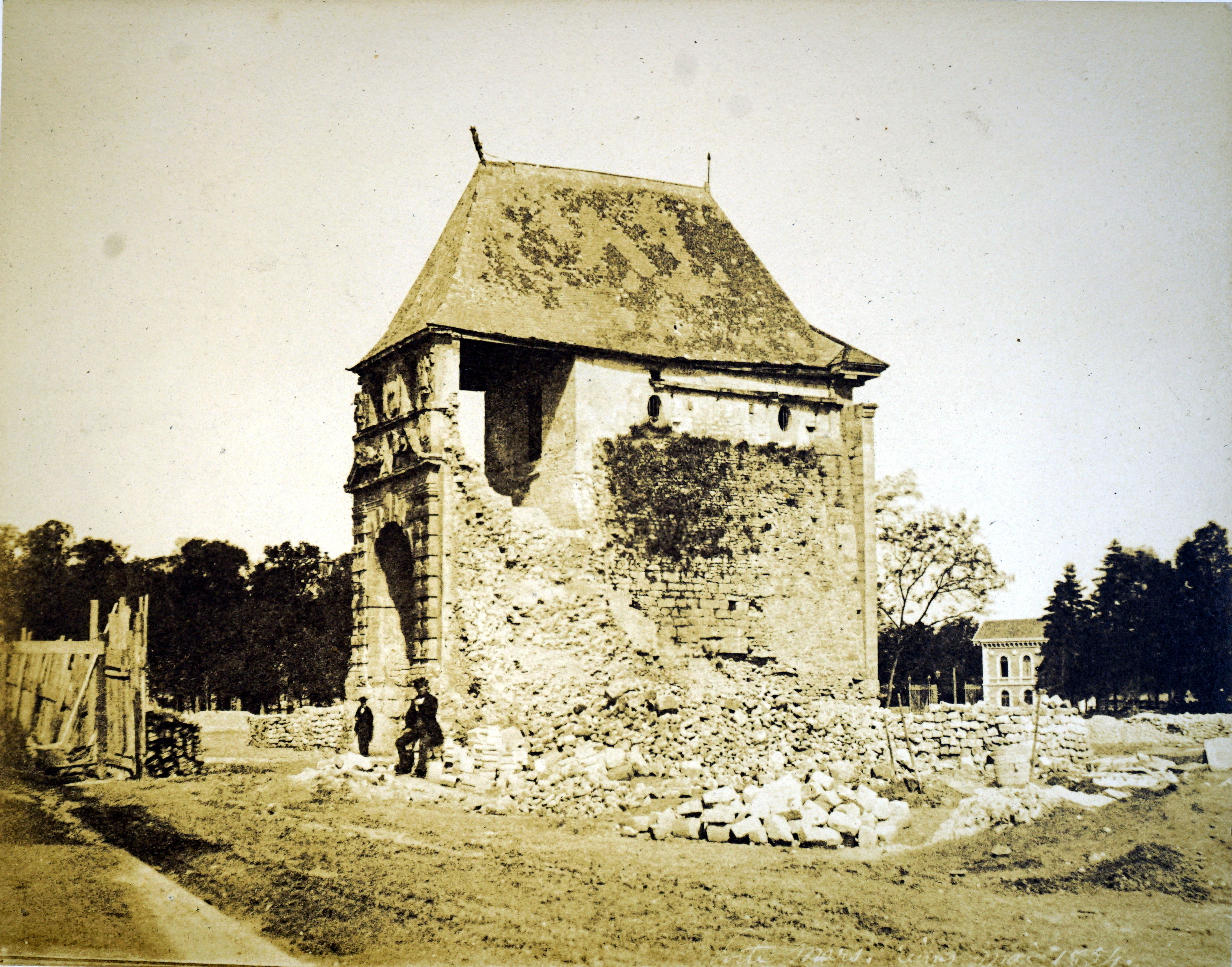
...et photographiée.
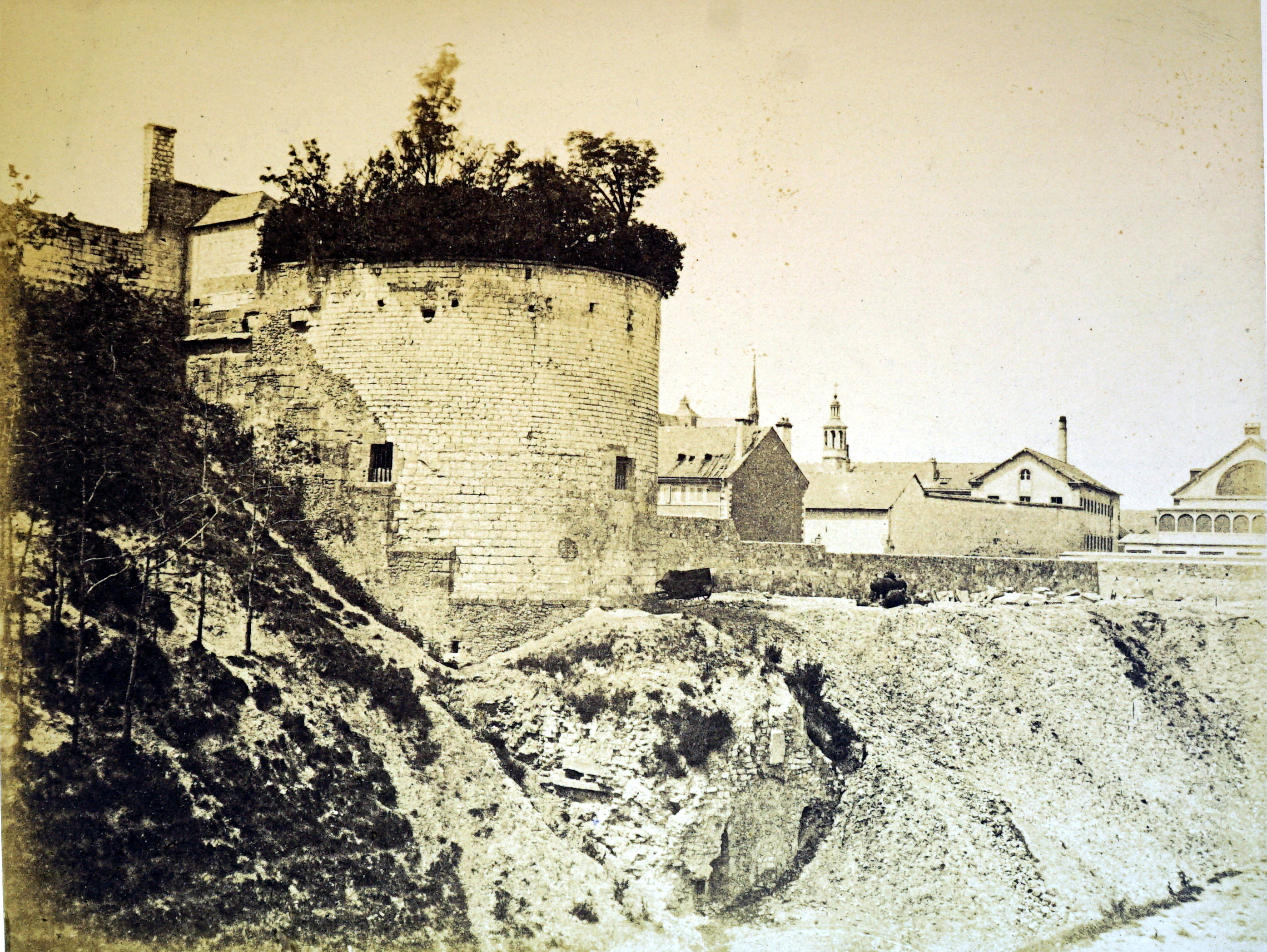
La porte Gerber.
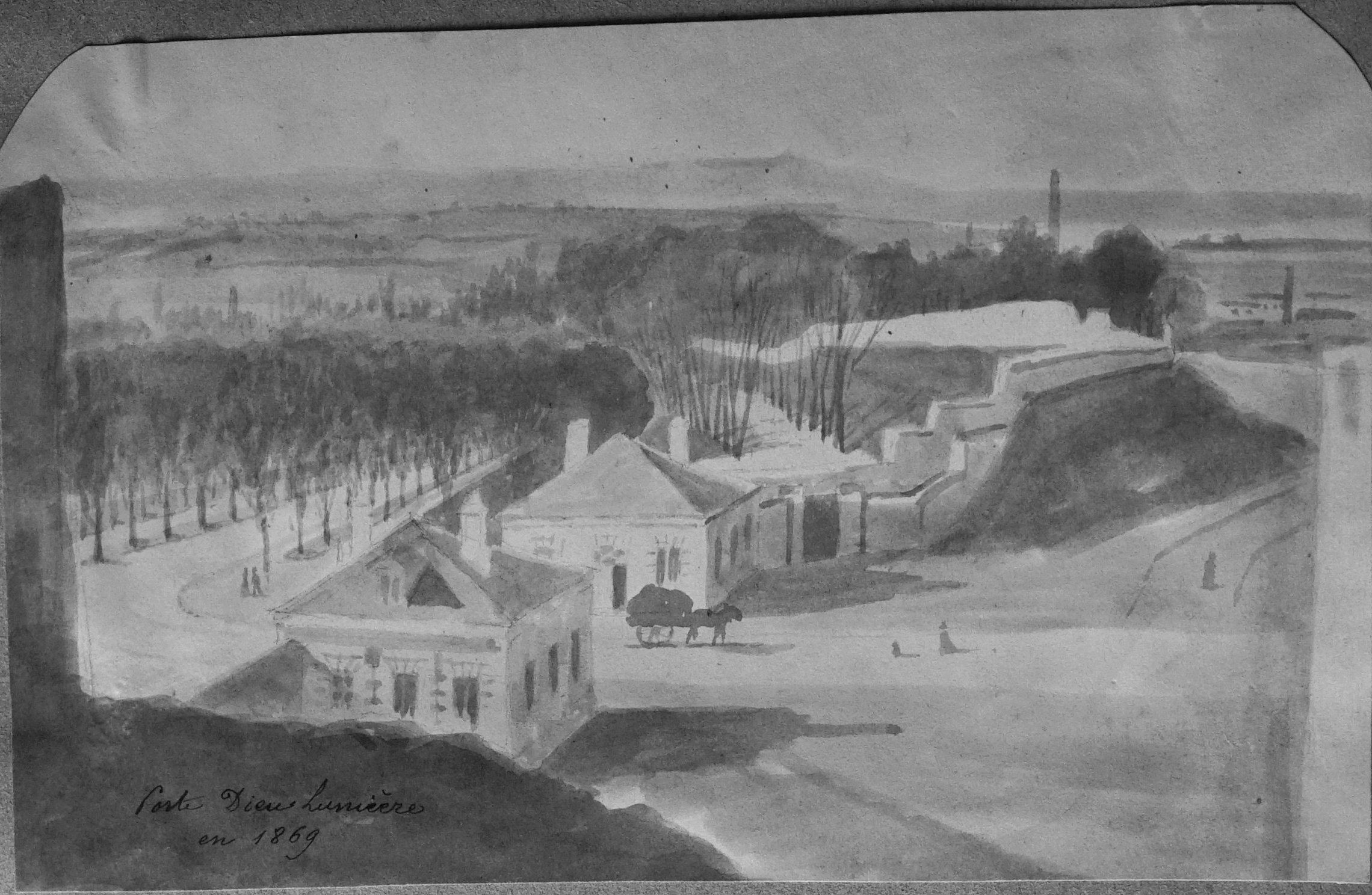
Porte Dieu-Lumière en 1869 par Auger.
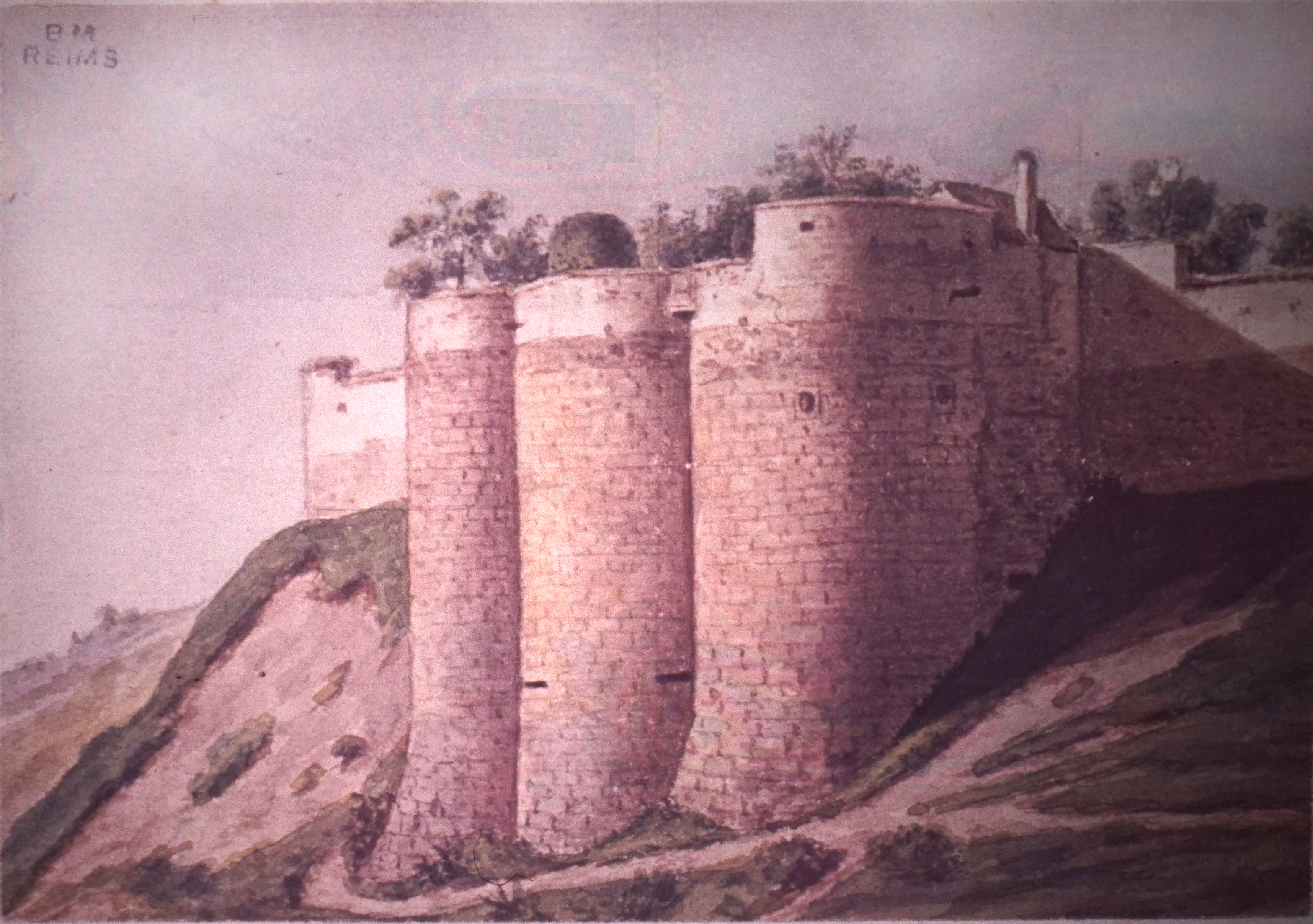
Les Trois Museaux.

### Dans l'art

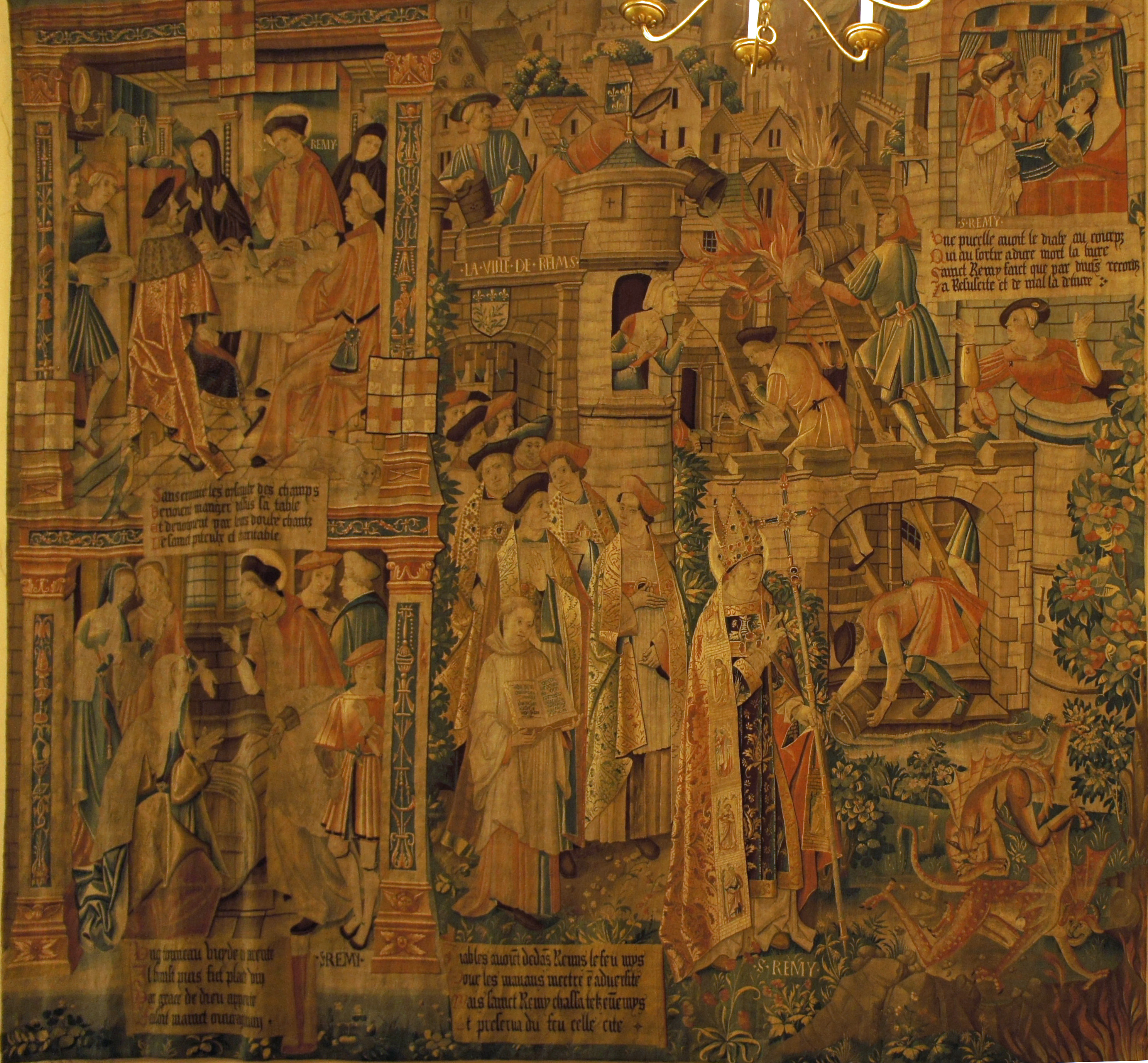
Incendie de Reims, tapisserie de la vie de Remi de Reims, offerte par Robert de Lenoncourt,
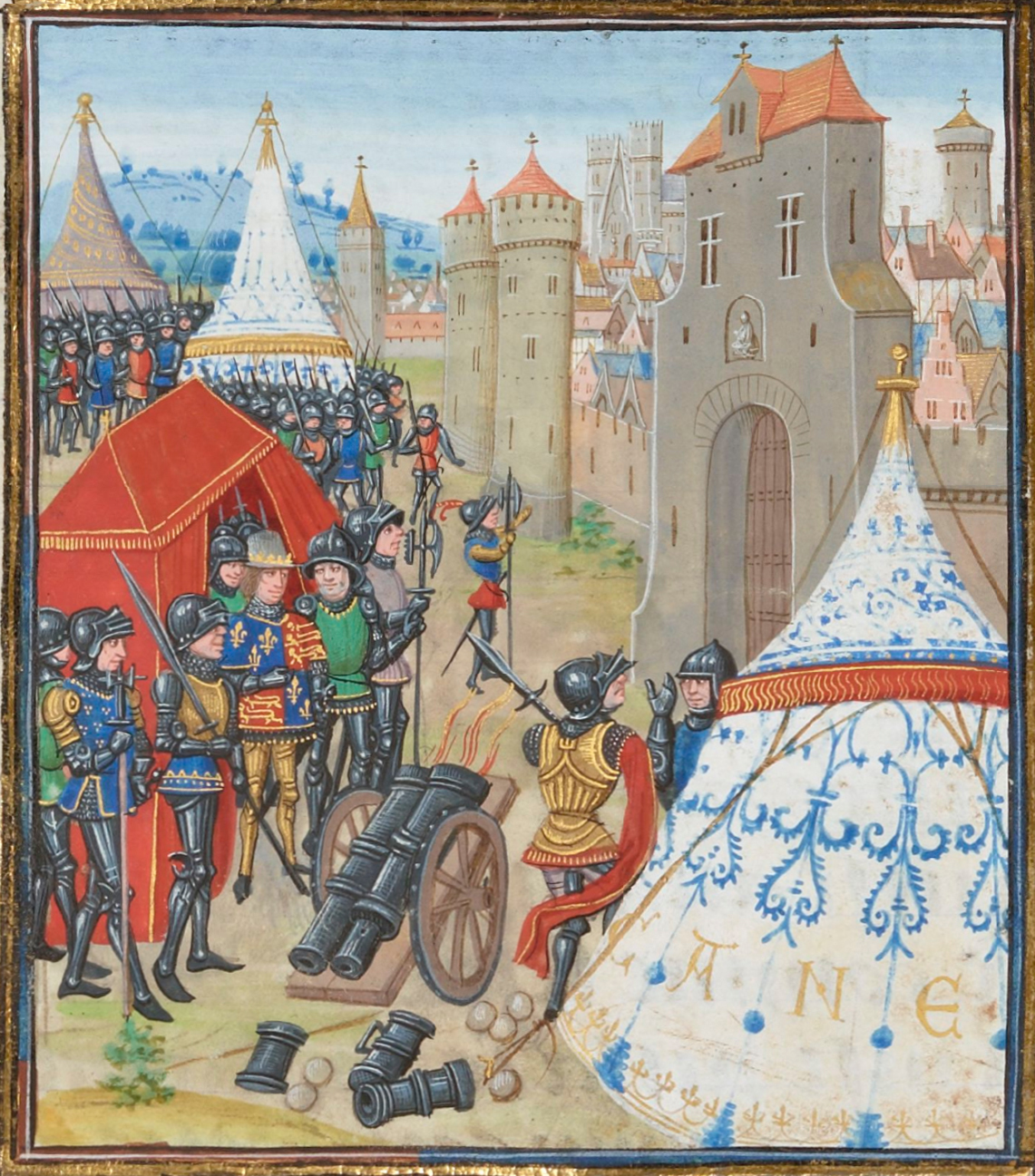
Édouard III devant Reims. Chroniques de Jean Froissart, Paris, Bibliothèque nationale de France.